# Herinneringsmedaille 1962
De Herinneringssmedaille 1962 (ook wel: Herinneringsmedaille Zilveren huwelijk) is een herinneringsmedaille ontworpen ter viering van het zilveren huwelijk van prins Bernhard van Lippe-Biesterfeld en koningin Juliana der Nederlanden.

## Achtergrond
Sinds 1898 is het gebruikelijk om bij het vieren van huwelijken, bij jubilea en inhuldigingen van leden van het Koninklijk Huis een herinneringsmedaille in te stellen.
Toen Bernhard en Juliana in 1937 hun huwelijk voorbereidden ontving Toon Dupuis opdracht om een medaille te ontwerpen. Hij hield zich aan de traditie van over elkaar liggende hoofden zoals bij eerdere huwelijksmedailles. In 1962 koos de ontwerpster Katinka Bruyn-van Rood voor een soortgelijk ontwerp. Uniform en sieraden zijn weggelaten maar op de voorgrond is een anjer afgebeeld.
Op de keerzijde staan de verstrengelde gekroonde monogrammen van bruid en bruidegom, "J" en "B" met het getal "25" onder een kleine koningskroon. Rond de afsnede staat "1937-1962 7 januari".
Het lint was gelijk aan dat van 1937. Het heeft zoals gebruikelijk kleuren uit het wapen van bruid en bruidegom. Geel en rood komen voor in het wapen van Lippe, De Nederlandse koningen kiezen sinds eeuwen voor oranje. De kleur nassaublauw werd weggelaten. Mecklenburg, de bruid was Hertogin van Mecklenburg-Schwerin, is met een rood en lichtblauwe middenstreep vertegenwoordigd.
De zilveren medaille heeft een doorsnee van 31,5 millimeter en weegt circa 18 gram. Het moirézijden lint is 27 millimeter breed. Men kan een miniatuur van de medaille dragen op een rokkostuum of gala-uniform maar er is, behalve de voor militairen gedachte baton, geen knoopsgatversiering voor het revers.
Er zijn 1810 medailles uitgereikt. De militairen van het escorte, gasten en honderden medewerkers van het hof kregen een onderscheiding.
Het zilveren huwelijk werd op zeer grote schaal gevierd. Er was een boottocht in de koningssloep, de "gouden koets te water" door de grachten van Amsterdam, een bezoek aan de Keukenhof waarbij de koninklijke en keizerlijke gasten in een bus werden vervoerd en een groot bal aan boord van m.s. Oranje.